# Nikołaj Monow
Nikołaj Aleksiejewicz Monow (ros. Николай Алексеевич Монов; ur. 17 stycznia 1972) – radziecki, rosyjski i od 2003 roku mołdawski zapaśnik walczący w stylu klasycznym. 
Wicemistrz świata w 1997 i czwarty w 1998. Mistrz Europy w 1998 i drugi w 2000.
Wojskowy wicemistrz świata w 1997. Trzeci na igrzyskach bałtyckich w 1993. Drugi w Pucharze Świata w 1996 i 1997; trzeci w 2001 roku.
Mistrz Rosji w 1995, drugi w 1994 i trzeci w 1998 roku.